# Hadmersleben
Hadmersleben är en stadsdel och före detta stad i distriktet Börde i Sachsen-Anhalt, Tyskland. Sedan 1 september 2010 är det en del av kommunen Oschersleben.

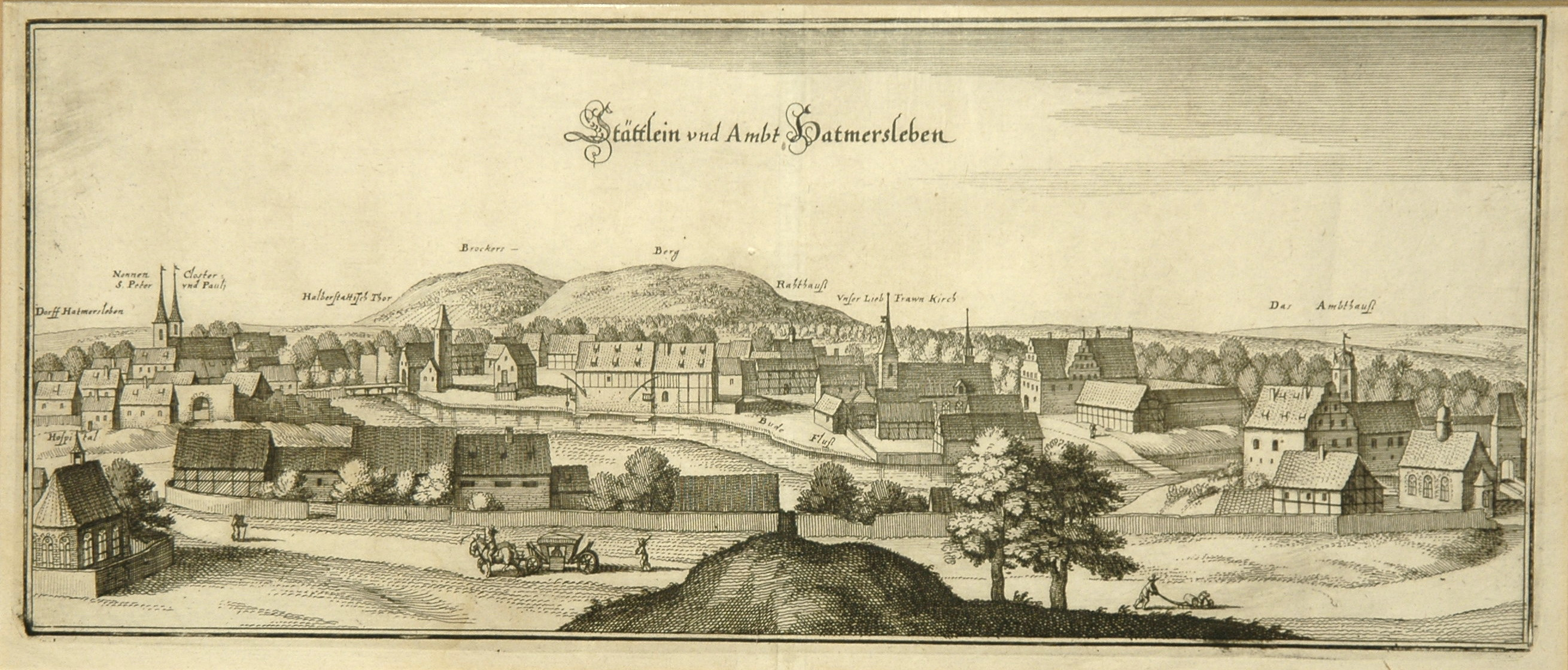
Hadmersleben år 1650

## Personer
I Hadmersleben föddes:
- Wilhelm von der Heyde (1885–1972), tysk politiker (SPD).

I Hadmersleben verkade:
- Johann Joachim Winckelmann (1717–1768), tysk arkeolog och konsthistoriker.